# Zariquieya troglodytes
Zariquieya troglodytes es una especie de escarabajo del género Zariquieya, familia Carabidae. Fue descrita por René Gabriel Jeannel en 1924. Se encuentra en España.